# Elacatis acutedentatus
Elacatis acutedentatus es una especie de coleóptero de la familia Salpingidae.

## Distribución geográfica
Habita en Sarawak y Luzon.